# 内藤元勝
内藤 元勝（ないとう もとかつ）は、戦国時代から江戸時代初期にかけての武将。毛利氏家臣で長州藩士。安芸国中郡衆である安芸内藤氏の一族で、父は実務官僚として重用された内藤元栄。

## 生涯
天文22年（1553年）、毛利氏家臣の内藤元栄の子として生まれる。
慶長17年（1612年）1月3日、父・元栄から知行を譲られる。寛永2年（1625年）8月13日付で益田元祥、清水景治、宍道元兼の連署で出された御配所付立では、元勝の知行は周防国都濃郡久米村の内の1117石4斗1升と、長門国阿武郡地福村の内の182石5斗9升の合計1300石とされている。
寛永6年（1629年）2月6日に死去。享年77。同年閏2月14日に嫡男の就勝が跡を継いだ。また、元勝の次男・就久は、元和4年（1618年）に後継のいないまま死去した内藤広泰の婿養子となって安芸内藤氏の本家を継いだ。